# Higher Dinting
Higher Dinting – wieś w Anglii, w hrabstwie Derbyshire, w dystrykcie High Peak.